# 長征五號運載火箭
长征五号运载火箭（缩写：CZ-5或LM-5）是中国航天科技集团公司研制的低温液体燃料火箭，總設計師為航天科技集团一院的李東。长征五号，属于长征五号系列火箭，是中国研发的第一款大型运载火箭，屬目前长征系列运载火箭中最为强大的型号，其地月转移轨道运载能力达到8吨，地球同步轉移軌道最大运载能力14噸。
截至2019年，长征五号是中国研制规模和技术跨度最大的航天运输系统工程，新技术比例达到95%。长征五号为二级半构型，总长57米，芯级直径5米，采用2台50吨推力液氢燃料火箭发动机，捆绑4个3.35米直径助推器，共配有8个120吨推力煤油火箭发动机，起飞质量约为870吨，10台发动机总计可提供1060吨推力。与使用有毒肼基燃料的长征二号和长征三号不同，长征五号采用液氧和液氢/煤油燃料，发射后产生的二氧化碳和水不会对环境造成污染。

## 历史
长征五号早於1986年在863計劃支持下开展前期论证和攻关，2001年5月国防科工委开展预先研究。2000年至2001年，120噸級液氧煤油發動機YF-100及50噸級液氫液氧發動機YF-77先後开始立项研制。在6年的可行性研究之后，长征五号系列火箭于2006年10月立项。长征五号於當時的代号為长征五号E构型，為系列當中最強的型号，主要目标是满足在未来20-30年同步转移轨道及深空探測的大型有效载荷的发射要求。2016年11月3日，長征五號首次發射成功。

## 發射記錄

### 數據統計
发射结果
- 成功
- 计划
- 部分失利
- 失利

火箭构型
- 五号
- 五号远征二号上面级

整流罩类型
- 12.267米短整流罩型
- 18.5米长整流罩型

### 已发射
| 飞行次序            | 火箭序号 | 任务代号 | 上面級   | 起飞时间（UTC+8）                  | 发射工位                  | 有效载荷               | 卫星轨道         | 发射结果            |
| ------------------- | -------- | -------- | -------- | ---------------------------------- | ------------------------- | ---------------------- | ---------------- | ------------------- |
| 1                   | 遥一     | 07-W2    | 远征二号 | 2016年11月3日 20時43分13秒998毫秒  | 文昌航天发射场101发射工位 | 实践十七号卫星         | 地球静止轨道     | 成功                |
| 2                   | 遥二     | 07-W3    | 不適用   | 2017年7月2日 19时23分23秒425毫秒   | 文昌航天发射场101发射工位 | 实践十八号卫星         | 超同步轉移軌道   | 失利 一级液氧泵损毁 |
| 3                   | 遥三     | 07-W4    | 不適用   | 2019年12月27日 20时45分10秒526毫秒 | 文昌航天发射场101发射工位 | 实践二十号卫星         | 超同步轉移軌道   | 成功                |
| 4                   | 遥四     |          | 不適用   | 2020年7月23日 12时41分15秒167毫秒  | 文昌航天发射场101发射工位 | 天问一号               | 地火转移轨道     | 成功                |
| 5                   | 遥五     | 07-W7    | 不適用   | 2020年11月24日 04时30分21秒806毫秒 | 文昌航天发射场101发射工位 | 嫦娥五号               | 地月转移轨道     | 成功                |
| 6                   | 遥六     |          | 不適用   | 2023年12月15日 21时41分            | 文昌航天发射场101发射工位 | 遥感四十一号卫星       | 地球同步转移轨道 | 成功                |
| 7                   | 遥七     |          | 不適用   | 2024年2月23日 19时30分             | 文昌航天发射场101发射工位 | 通信技术试验卫星十一号 | 地球同步转移轨道 | 成功                |
| 8                   | 遥八     |          | 不適用   | 2024年5月3日 17时27分29秒132毫秒   | 文昌航天发射场101发射工位 | 嫦娥六号               | 地月转移轨道     | 成功                |
| \| 成功率：87.5% \| |          |          |          |                                    |                           |                        |                  |                     |
| 成功率：87.5%       |          |          |          |                                    |                           |                        |                  |                     |

### 合练箭
2015年9月20日，长征五号合练箭自天津港启运，前往海南文昌发射场。11月23日，合练箭由垂直总装检测厂房转场至发射塔。合练箭首次按照发射流程演练了推进剂加注，同时还演练了火箭在推迟发射情况下推进剂卸出的流程，覆盖了火箭“首飞”时的各种状态。由于经历多次低温燃料加泄考验，合练箭成为中国运载火箭技术研究院整箭状态加泄次数最多的火箭。而在加注前，还使用X射线对合练箭燃料贮箱进行了检测。2016年2月，合练结束，长征五号火箭整体技术状态得到最终确定。合练初步验证了全新火箭、全新发射场、全新地面发射支持系统的接口协调；验证了吊装起竖、测试、转运等流程，为首飞箭的发射奠定了扎实的技术基础。3月，合练箭回到天津港，随后被送回天津航天长征火箭制造有限公司。

### 遙一
2016年8月16日，长征五号首枚火箭进行了出征仪式。生产任务、总测工作由天津运载火箭生产基地完成。於8月26日從天津港啟航，經過6個晝夜航行，9月1日抵達海南文昌清瀾港碼頭。10月28日上午长征五号被垂直轉运至海南文昌航天發射場發射區。长征五号/远征二号上面級（CZ-5/YZ-2）原定於北京时间11月3日下午6點發射，及後助推器液氧排气管道出现问题、发动机预冷过程出现意外及数据传输異常等問題，延迟至晚上8點43分13.998秒升空首飛。长征五号运载火箭配置“远征二号上面级”、装载“实践十七号卫星”成功完成首次发射任务，这也是长征系列火箭执行的第238次发射。11月4日2點55分，上面级完成任务，卫星与之分离進入预定轨道。本次发射中国首次实现运载火箭直接将卫星送入地球静止轨道。11月22日卫星成功定点。

### 遥二
2017年7月2日，长征五号遥二火箭搭载实践十八号卫星发射升空，之后飞行出现异常，发射失利。这是长征火箭执行的第250次发射。事后调查确认失败原因为芯一级液氢液氧发动机一分机涡轮排气装置在复杂力热环境下，局部结构发生异常，致使发动机推力瞬时大幅下降。2017年10月，中国国防科工局协调中国国家海洋局调遣蛟龙号载人潜水器在火箭坠毁海域尝试打捞残骸，但未成功。

### 遥三
2019年10月22日，长征五号遥三运载火箭由中国卫星海上测控部所属远望21号、22号船组成的火箭运输船队，从天津港启航，于10月27日安全运抵海南文昌清澜港，经过公路运输后到达文昌航天发射场，开始进行一系列后续的装配和测试工作。长征五号遥三运载火箭於2019年12月21日轉運至發射台，2019年12月27日成功发射，将实践二十号卫星送入超同步转移轨道。

### 遥四
长征五号系列火箭的第一次应用性发射即为天问一号火星探测任务。此次任务也是中国大陆自东方红一号发射以来的第一次行星际飞行任务，用于此次任务的YF-77引擎于2020年1月19日完成100秒校准试车，而探测器则于同年4月24日，被命名为天问一号。星箭组合体于7月17日转运至文昌发射场101工位，在对箭体完成检查之后开始低温燃料加注
2020年7月23日12时41分，中国在海南岛东北海岸中国文昌航天发射场，用长征五号遥四运载火箭携中国第二次火星探测任务“天问一号”探测器发射升空，383秒后，星箭组合体离开大气层，整流罩被抛离，一级关机时间与遥三相同，T+708秒，二级一次关机，滑行952秒后二级二次点火，开始火星转移变轨，飞行2086秒后，二级二次关机，在调整姿态后进行器箭分离，此时天问一号高度已经达到470km，2530秒后太阳翼展开成功。，这是中国第一次完全自主实施的火星探测任务，也是第一次行星际飞行任务。
2021年2月10日，天问一号顺利实施近火制动，成功进入环火轨道，成为中国第一颗人造火星卫星。北京时间5月15日7时18分，天问一号着陆器携带祝融号火星车成功着陆于火星乌托邦平原南部预选着陆区，中国成为第二个完全成功着陆火星的国家。

### 遥五
2020年11月24日4时30分，在中国文昌航天发射场，“长征五号”遥五运载火箭成功发射探月工程“嫦娥五号”探测器，顺利将探测器送入预定轨道，开启中国首次地外天体采样返回之旅。长征五号遥五运载火箭发射升空后，先后实施了助推器分离、整流罩分离、一二级分离以及器箭分离等四次分离。
“嫦娥五号”探测器由轨道器、返回器、着陆器、上升器四部分组成，后续在经历地月转移、近月制动、环月飞行后，着陆器和上升器组合体将与轨道器和返回器组合体分离，轨道器携带返回器留轨运行，着陆器承载上升器择机实施月球正面预选区域软着陆，按计划开展月面自动采样等后续工作。

### 遥六
长征五号首次使用18.5米长整流罩，先前为12.267米长整流罩。

### 遥七
本次发射使用18.5米长整流罩。

### 遥八

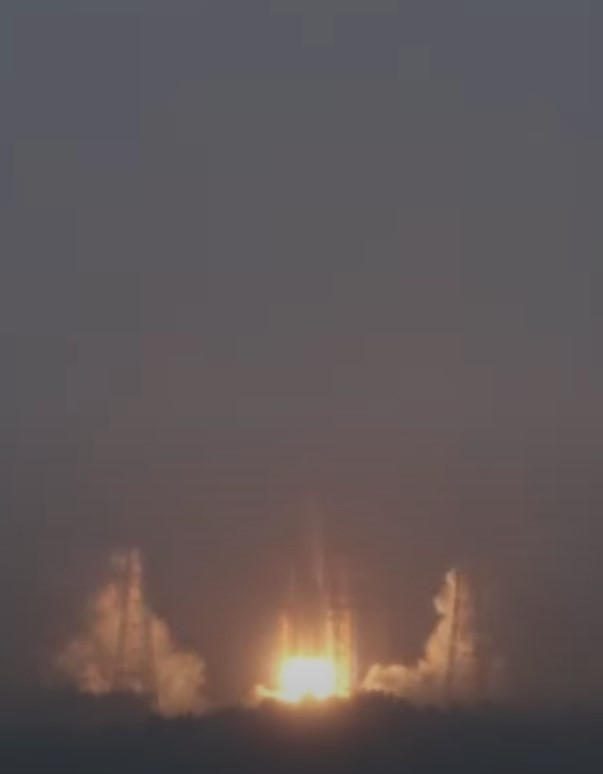
2024年5月3日17时27分，长征五号遥八火箭搭载嫦娥六号探测器在中国文昌航天发射场发射升空。

2024年5月3日17时27分，嫦娥六号探测器由长征五号遥八运载火箭自中国文昌航天发射场成功发射，并于约37分钟后完成器箭分离，准确进入近地点高度200公里，远地点高度约38万公里的地月转移轨道。尽管发射当天为多云大风天气，并在预定发射时间前10分钟开始降下大雨，但长征五号火箭仍在风雨中按时将嫦娥六号发射升空，圆满完成了任务。来自巴基斯坦、法国、意大利等12个国家航天机构、驻华使馆以及联合国、欧空局等国际组织约50名国际友人观看了本次发射。

### 計划中
| 飞行次序 | 火箭序号 | 上面級 | 预计起飞时间（UTC+8） | 发射工位               | 有效载荷 | 卫星轨道     | 消息来源 |
| -------- | -------- | ------ | --------------------- | ---------------------- | -------- | ------------ | -------- |
|          |          |        | 2026年                | 文昌航天发射场一号工位 | 嫦娥七号 | 地月转移轨道 |          |
|          |          |        | 2028年                | 文昌航天发射场一号工位 | 嫦娥八号 | 地月转移轨道 |          |

## 纪念歌曲
2016年11月3日，长征五号运载火箭首飞成功后，歌手谭晶在庆功大会演唱了歌曲《飞天利箭》。《飞天利箭》由赵佳霖作曲，王平久填词，《飞天利箭》MV导演为孔嘉欢。长征五号火箭总指挥王珏、长征五号总设计师李东共同上台，现场授予谭晶和孔嘉欢“长征五号火箭首飞试验队荣誉队员” 称号，并向二人赠送两位科学家亲笔签名的队服。